# STS-54
La STS-54 è una missione spaziale del Programma Space Shuttle.

## Equipaggio
- John Casper: Comandante (2)
- Donald McMonagle: Pilota (2)
- Mario Runco: Specialista di missione 1 (2)
- Gregory Harbaugh: Specialista di missione 2 (2)
- Susan Helms: Specialista di missione 3 (1)

Tra parentesi il numero di voli spaziali completati da ogni membro dell'equipaggio, inclusa questa missione.

## Parametri della missione
- Massa:
  - Navicella al rientro con carico utile: 92.988 kg
  - Carico utile: 18.559 kg
- Perigeo: 302 km
- Apogeo: 309 km
- Inclinazione: 28,5°
- Periodo: 90,6 minuti

### Passeggiate spaziali
- Harbaugh e Runco - EVA 1
  - Inizio EVA 1: 17 gennaio 1993
  - Fine EVA 1: 17 gennaio 1993
  - Durata: 4 ore e 28 minuti